# Anni 940 a.C.
Gli anni 940 a.C. sono il decennio che comprende gli anni dal 949 a.C. al 940 a.C. inclusi.

## Morti
- Psusennes II, faraone egizio
- Psusennes III, sacerdote egizio